# Como tú ninguna (telenovela)
Como tú ninguna es una telenovela venezolana realizada por Venevisión en el año 1995. Original de Alberto Gómez y Carlos Romero, fue producida por Silvia Carnero y Altair Castro, y fue dirigida por José A. Ferrara. 
Protagonizada por  Gabriela Spanic interpretando un doble papel (protagonista y antagonista) junto a Miguel de León y Eduardo Luna, con las participaciones antagónicas de Bárbara Teyde, Miguel Alcántara, David Bermúdez, Virginia García, Carolina López, Fabiola Colmenares, Marita Capote, Elluz Peraza, Belén Díaz, Beba Rojas, Lucy Orta, Angélica Arenas, Henry Galué, Olga Henríquez, Hans Christopher, Alexis Escámez, Carmen Francia, Yamandú Acevedo, Israel Maranatha, Angel Espina, Svenn Luna, Dalia Marino, Denise Novell y Ana Mássimo.

## Sinopsis
Gilda Barreto es una joven humilde y de buen corazón, criada por Asunción al ser abandonada por su verdadera madre (Cecilia), que realiza el gran sueño de su vida, al casarse con Raymundo Landaeta, un joven de la sociedad, pero sufre día tras día ante la insistente maldad de Leónidas de Landaeta, la madre de Raymundo. 
Esta mujer es muy egoísta y dominante, que tiene otros planes muy diferentes para su hijo, uno de ellos que él se case con Yamilex, una mujer de su mismo nivel social. Leónidas hará lo posible para separar a Raymundo y Gilda, utilizando a Yamilex como cómplice. 
En poco tiempo Leónidas logra su propósito, llevando a Raymundo y Gilda al divorcio. Arrasada por la tristeza, Gilda regresa a su antiguo hogar y trabaja duramente para ganarse la vida, y entre tantas circunstancias al final Gilda termina enamorándose de Raúl de la Peña.

## Elenco
- Gabriela Spanic - Gilda Barreto/Raquel Sandoval
- Miguel de León - Raúl de la Peña
- Eduardo Luna - Raymundo Landaeta Bustamante
- Bárbara Teyde - Leonidas Bustamante de Landaeta
- Carolina López - Alina Fuenmayor
- Miguel Alcántara - Maximiliane Ruiz
- Elluz Peraza - Mariza Monales
- Henry Galué - Braulio Monales
- Alberto Gómez - Doctor Jorge Díaz
- Belén Díaz - Lucrecia de la Peña
- Laura Zerra - Eulalia
- Juan Carlos Vivas - Bernardo Sandoval
- Angélica Arenas - Daniela Sandoval
- Lisbeth Manrique - Katy Sandoval
- David Bermúdez - Álvaro Pacheco " El Tarántula"
- Marita Capote - Silvia Machado
- Aura Elena Dinisio - Silvia Machado (capítulos 160-180)
- Hilda Blanco - Asunción Marcheno
- Ángel Acosta
- Lucy Orta - Magdalena Machado
- Rita De Gois - Cecilia de Acevedo
- Olga Henríquez - Rosalía
- Mauricio González - Juez Gómez
- Hans Christopher - Argenis Sabala
- Estelita Del Llano - Zulema Suárez
- Alexis Escámez - Bambarito, brujo
- Isabel Hungría - Remigia
- Martha Carbillo - Celsa, criada de Rosalía
- Omar Moynelo - Demetrio Azevedo
- Julio Capote - Señor del Mar
- Verónica Doza - Verónica Beltrán, encargada del Orfanatorio
- Orlando Casín - Doctor Argelis
- José Ángel Urdaneta - Andrés
- Chumico Romero - Laura
- Manolo Manolo - Rafael
- Mónica Rubio - Elsa de la Peña
- Fabiola Colmenares - Yamilex Gil
- Denise Novell - Immaculada Marcheno
- Iñaqui
- Yalitza Hernández - Lilia
- Diego Acuña - Rigoberto Sabadis
- Laura Términi - Amalia
- Juan Carlos Baena - Ronaldo Landaeta Bustamante
- Ana María Pagliacci - Emilia Landaeta Bustamante
- Johnny Zapata - Eduardo Ajeda
- Carmen Arencibia - Madre superiora
- Dalia Marino - Librada
- Gaspar 'Indio' González - Agustín
- Víctor Hernández - Bruno Acevedo
- Carmen Francia - Ofelia
- Yamandú Acevedo - Elías Zamora y Eduardo Zamora
- Jacqueline Veloso - Magnolia
- Frank Méndez
- Israel Maranatha - Miguel Corona
- Omar Bosque
- Jenny Valdez - Alicia
- Estrella Castellanos - Elvira Bustamante
- Julio Bernal - Zacarrías
- Aidita Artigas - Petra
- María Antonieta Gómez - Miosotys
- Humberto Tancredi Jr.
- Juan Galeno
- Roberto Luque (como Roberto Luke).
- Ana Martínez - Discreta
- Mauricio Casín
- Ángel Espina - Leonardo de La Peña
- Svenn Luna - Celio Flores
- Isabel Vegas
- Luisa Castro
- Humberto Tancredi
- Tania Martínez - Ernestina
- Beba Rojas - Thais
- Amelia González
- Nelson Zuleta
- José G. León
- Nohel Rodríguez - Manolito
- Johanny Hermoso
- Isoel José Perozo
- Pedro M. de Armas
- Antonio Espaces
- Francisco Conte
- Virginia García - Olga Bustamante
- Manuel Aristibal
- Fabín Rodríguez
- Blanca Yépez
- Deyanira Hernández
- Maria Medina
- Ivon Conte
- Natalia Fuenmayor
- Patricia Oliveros - Clarita
- Mercedes Waderlender
- Ricardo Zerpa
- Giovanni Dávila
- María Antonieta Duque - Marina
- Yanette Arguinzone
- Aura Marina Montilla
- Denisse Hurtado
- Judilsy Martín
- Luis Pérez Pons - Luisín
- Ruben Coll
- Luis Abreu
- David Bermúdez - Álvaro
- Elizabeth López - Isabel Bragamonte
- Regino Jiménez - Registro de casamentos
- Ana Mássimo - Rosaura Magollón
- Julio Pereira - Damián Ferrer
- Zoe Bolívar - Sara López
- Kalena Díaz - Vanessa
- Ernesto Balzi - Juez
- Mirtha Borges - Botella
- Perucho Conde - Pataruco
- Julio Alcázar - Oscar Morris

## Versiones
- Televisa realiza en 2017 una nueva versión de esta telenovela titulada El vuelo de la victoria, producida por Nathalie Lartilleux Nicaud, adaptada por María Antonieta Calú Gutiérrez, y protagonizada por Paulina Goto, Andrés Palacios y Mane de la Parra.